# Нідергаузен-ан-дер-Аппель
Нідергаузен-ан-дер-Аппель (нім. Niederhausen an der Appel) — громада в Німеччині, розташована в землі Рейнланд-Пфальц. Входить до складу району Доннерсберг. Складова частина об'єднання громад Альзенц-Обермошель.
Площа — 5,46 км2. Населення становить 233 ос. (станом на 31 грудня 2020).